# Істон (Каліфорнія)
Істон (англ. Easton) — переписна місцевість (CDP) в США, в окрузі Фресно штату Каліфорнія. Населення — 1972 особи (2020).

## Географія
Істон розташований за координатами 36°39′9″ пн. ш. 119°47′27″ зх. д. / 36.65250° пн. ш. 119.79083° зх. д. (36.652391, -119.790786).  За даними Бюро перепису населення США в 2010 році переписна місцевість мала площу 7,80 км², уся площа — суходіл.

## Демографія
Згідно з переписом 2010 року, у переписній місцевості мешкали 2083 особи в 629 домогосподарствах у складі 510 родин. Густота населення становила 267 осіб/км².  Було 667 помешкань (86/км²).
Расовий склад населення:
| - 59,9 % — білих - 3,3 % — азіатів - 2,8 % — корінних американців - 0,6 % — чорних або афроамериканців - 28,5 % — осіб інших рас |

До двох чи більше рас належало 4,9 %. Частка іспаномовних становила 62,8 % від усіх жителів.
За віковим діапазоном населення розподілялося таким чином: 27,2 % — особи молодші 18 років, 59,4 % — особи у віці 18—64 років, 13,4 % — особи у віці 65 років та старші. Медіана віку мешканця становила 35,1 року. На 100 осіб жіночої статі у переписній місцевості припадало 104,0 чоловіків;  на 100 жінок у віці від 18 років та старших — 101,7 чоловіків також старших 18 років.
Середній дохід на одне домашнє господарство  становив 72 326 доларів США (медіана — 54 345), а середній дохід на одну сім'ю — 74 103 долари (медіана — 65 208). Медіана доходів становила 40 990 доларів для чоловіків та 32 563 долари для жінок. За межею бідності перебувало 12,6 % осіб, у тому числі 17,1 % дітей у віці до 18 років та 9,0 % осіб у віці 65 років та старших.
Цивільне працевлаштоване населення становило 878 осіб. Основні галузі зайнятості: освіта, охорона здоров'я та соціальна допомога — 28,0 %, роздрібна торгівля — 20,5 %, сільське господарство, лісництво, риболовля — 11,5 %, транспорт — 7,6 %.